# Alex Vömel
Alexander Vömel, genannt Alex Vömel (* 23. September 1897 in Emmishofen; † 20. Juni 1985 in Düsseldorf), war ein deutscher Galerist und Kunsthändler in Düsseldorf. Er war bis 1933 Geschäftsführer der Galerie Alfred Flechtheim und gründete dann in den Räumen eine eigene Galerie. Die Umstände des Geschäftsübergangs sind ungeklärt und es ist umstritten, ob Alex Vömel direkt von den Repressalien gegen Alfred Flechtheim profitierte. 1941 wurde der Galeriebestand durch die Gestapo beschlagnahmt. 1946 eröffnete Vömel die im Jahr 1943 zerstörte Galerie neu.

## Leben

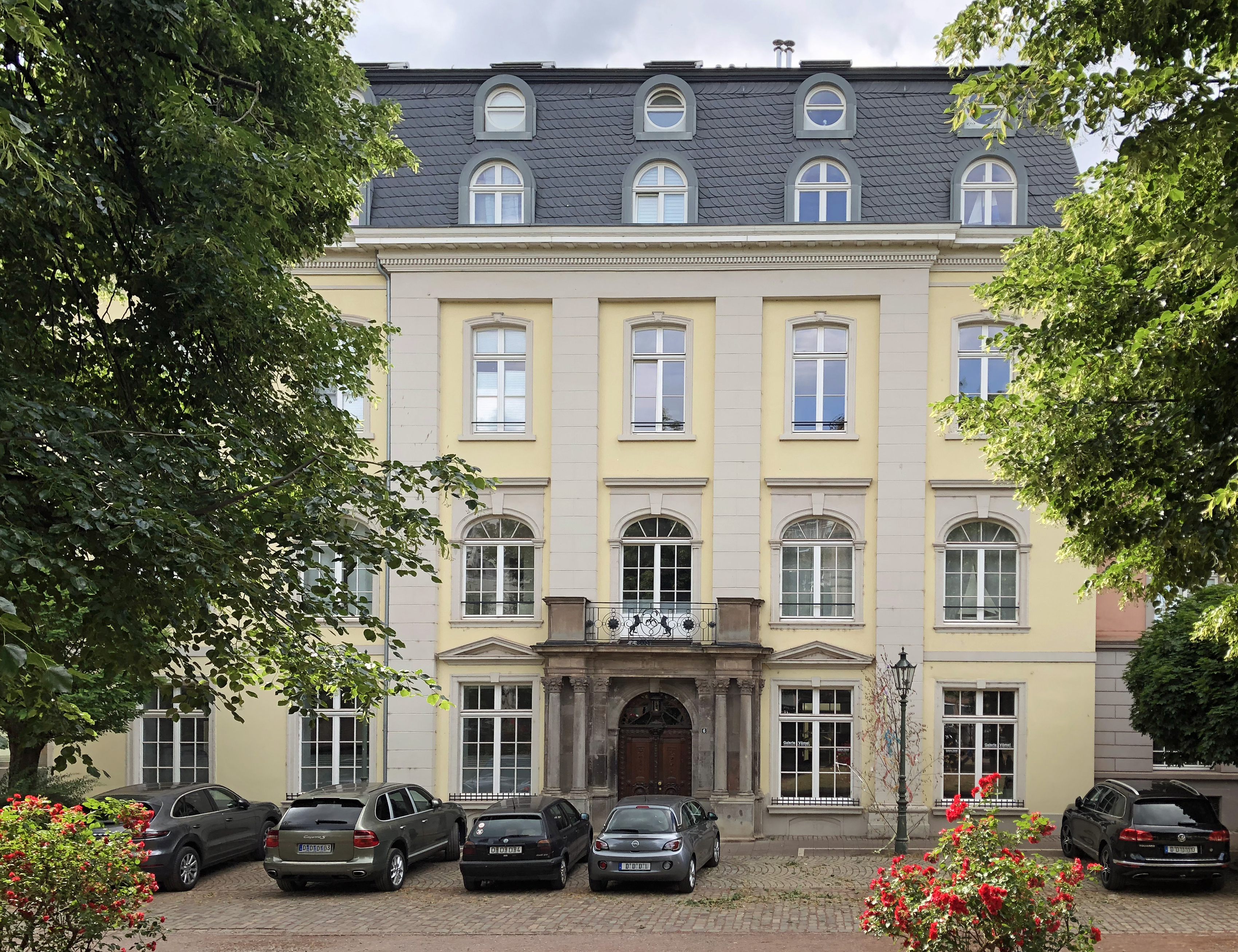
Galerie Vömel, Orangeriestraße 6 (2020)

Vömel war der Sohn des evangelischen Pfarrers Alexander Vömel (1863–1949) aus Frankfurt und der Elisabeth, geborene Bartels (1863–1922). Von 1908 bis 1912 besuchte er zunächst ein Gymnasium in Konstanz, sodann im Jahr 1916 eine Höhere Privatschule in Frankfurt, die er mit Kriegsabitur abschloss. Im Ersten Weltkrieg kämpfte er als Offizier und wurde verwundet. Früh wurde er Mitglied im Stahlhelm, Bund der Frontsoldaten.
Nach einer Lehre als Buchhändler, die er von 1920 bis 1922 in Frankfurt bei „Reitz & Koehler“ in der Schillerstraße 15 absolvierte, wurde er im Dezember 1922 Mitarbeiter des Galeristen Alfred Flechtheim für dessen im Jahr 1919 wiedereröffnete Galerie in Düsseldorf auf der Königsallee 44. Zwecks Einarbeitung wurde Alex Vömel 1924 für ein halbes Jahr in die Galerie von Daniel-Henry Kahnweiler nach Paris entsandt. Dort kam er mit den großen französischen Malern in Berührung, persönliche Kontakte hatte er zu Picasso, Braque, Leger und Pascin.
Zurück in Düsseldorf übernahm Vömel in der Galerie Flechtheim schon bald eine führende Rolle. Auch wurde er Mitglied des Rotary Club.
Als Alfred Flechtheim nach Berlin zog, vertraute er die Düsseldorfer Galerie Alex Vömel an, 1926 bestellte er ihn zum Geschäftsführer. Vömel vertrat nun deutsche Expressionisten wie Ernst Ludwig Kirchner, Erich Heckel, Emil Nolde, Karl Schmidt-Rottluff, Alexej von Jawlensky und Gabriele Münter. Mit Walter Kaesbach, der 1924 als Direktor an die Düsseldorfer Akademie berufen worden war, und mit den von ihn berufenen Künstlern kam Vömel rasch in Kontakt. Neben Heinrich Campendonk und Alexander Zschokke war es vor allem Paul Klee, mit dem er in enge Verbindung trat. Auch mit dem Bildhauer Ewald Mataré stand er in nahem Austausch und stellte als einer der ersten später dessen Aquarelle aus. Als Vömel sein Haus in Büderich in der Dückersstraße, genau gegenüber Mataré, erbaute, festigte sich die Beziehung.
1927 heiratete Vömel Martha Suermondt (1897–1976), eine geborene Compes und Witwe des Kunstsammlers Edwin Suermondt, dessen Sammlung später unter dem Namen „Sammlung Suermondt-Vömel“ firmierte und in den Handel kam.
Trotz der Entfernung zu Berlin blieb Vömel mit Flechtheim in engstem Kontakt, wie sich vor allem in Zeiten der Krise zeigte. Als die finanziellen Probleme in Folge der Weltwirtschaftskrise wuchsen, arbeiteten beide in einer „konzertierten Aktion“ an der Rettung des Unternehmens, waren dabei jedoch nur bedingt erfolgreich. War der deutsche Kunsthandel insgesamt durch die Auswirkungen der Weltwirtschaftskrise bereits finanziell angeschlagen, führten ab 1933 insbesondere die Anfeindungen gegen Flechtheim zum Niedergang der Galerie. Hierzu trug bei, dass der aufkommende Nationalsozialismus Flechtheim als Juden und als Verfechter der kurz darauf als „entartet“ und „verfemt“ denunzierten Kunst mit rassistisch und politisch motivierten öffentlichen Verunglimpfungen überzog.
Vömel, der durch die Ehe mit Martha Suermondt finanziell gut ausgestattet war, übernahm im März 1933 die von Flechtheim bis dato angemieteten Räumlichkeiten und eröffnete dort seine eigene Galerie. Im Mai 1933 erlosch Vömels Prokura für die Galerie Flechtheim. Alfred Flechtheim floh im selben Monat über die Schweiz zunächst nach Paris, 1934 nach London, und schrieb an George Grosz:

„[…] jetzt bin ich so zieml. über ½ Jahr draußen. Meine deutschen Galerien sind finanziell völlig zusammengebrochen u. nur mit Mühe und viel Aufregung ist es meinem Liquidator [Alfred Schulte] gelungen, einen Concours zu vermeiden. Meine Gläubiger bekommen 20%. Es ist ihm gelungen mich vor voelligem Concurs zu retten. […]“

Vömel hielt mit Flechtheim weiterhin Kontakt und belieferte ihn in London mit Kunst. Nach der Eröffnung seiner Galerie sorgte er für die Deckung eines Teils der von Flechtheim hinterlassenen Schulden. So könnte man den Vorgang des Wechsels von Galerie Flechtheim zu Vömel auch als stille Übergabevereinbarung bezeichnen. Mit dem Kunsthändler Christoph Bernoulli (1897–1981) verband Vömel eine langjährige, sehr enge Beziehung, die den Krieg überdauerte. Vömel lieferte ihm u. a. Werke in die Schweiz. In den 1930er Jahren fungierte Bernoulli teilweise als Depot und Drehscheibe für Kunstwerke von Emigranten. Seine damalige Situation schilderte Vömel in einem Brief an Bernoulli:

„Ich arbeite aber 14 Stunden. Wir treffen grosse Änderungen; wenn sie vorbei sein werden und in einigen Tagen die Düsseldorfer Galerie A. F. Galerie Alex Vömel heissen wird, dann will ich ein paar Tage nach Drove fahren und mich des Frühlings freuen und dann will ich von da meinen guten Ford wieder mit nach hier bringen. Ein grosser Hausputz wird in Deutschland gehalten; dem kann keiner entgehen. Jeden trifft es; uns hat es hart getroffen, als die Nationalsozialistische Abordnung uns verbot, die Auktion, welche famos eingesetzt hatte, weiter zu führen. Doch nun bin ich froh und habe wieder Mut und glaube, dass es so kommen musste. – […] Leid tun mir die Juden, die sich als Menschen zweiter Klasse fühlen müssen – A. F. ist regelrecht zusammengebrochen (zum Glück war er am Auktionstag nicht in Düsseldorf).“

Der schnelle Wechsel und die Neugründung trugen Vömel in späterer Zeit den öffentlich geäußerten Vorwurf ein, ein Ariseur zu sein. Nach eigenen Angaben war Vömel Stahlhelmer und erst durch Aufnahme des Stahlhelms in die SA zu deren Mitglied geworden. Noch während des NS-Regimes sei er aus der SA ausgetreten. In die NSDAP sei er erst im Mai 1937 eingetreten.
In der eigenen Galerie setzte Vömel den Schwerpunkt auf die Moderne Kunst. Auch stellte er weiterhin von den Nazis verfolgte Künstler aus, solange diese nicht unter Ausstellungsverbot standen, darunter Karl Hofer, Hans Reichel, Oskar Kokoschka, Max Beckmann, Otto Dix, Otto Pankok, Werner Gilles, Eduard Bargheer. Die heutige Galerie Vömel feiert ihren Gründer als einen Heroen im Bilderkampf: „Um die von den Nazis verfolgten Künstler, wenn auch mit großen Schwierigkeiten, weiter ausstellen und verkaufen zu können“, heißt es auf der Homepage. 1941 wurde Vömel als Nachfolger Flechtheims angegriffen und erfuhr die Beschlagnahme im Galeriebestand durch die Gestapo im Rahmen der Aktion „Entartete Kunst“. Während des Zweiten Weltkriegs wurde die Galerie dreimal ausgebombt. Ein Luftangriff 1943 zerstörte die Galerie inklusive seiner Wohnung komplett, sodass alle Geschäftsunterlagen vernichtet wurden.
1946 startete Vömel die Galerie wieder neu, zunächst im ersten Stock über dem Porzellangeschäft Franzen auf der Königsallee 42. 1953 stieg sein Sohn Edwin (* 1928) in das Galeriegeschäft ein. 1969 eröffnete die Galerie im damals neu gebauten Kö-Center. Nach Alex Vömels Tod verlegte sein Sohn die Galerie im Jahre 1996 in die Orangeriestraße 6 (Carlstadt).

## Publikationen
- Alex Vömel in WorldCat
- Alex Vömel, Daniel-Henry Kahnweiler, Fritz Nathan: Freuden und Leiden eines Kunsthändlers. Düsseldorf 1964.